# Callichroma viridipes
Callichroma viridipes är en skalbaggsart som beskrevs av Bates 1879. Callichroma viridipes ingår i släktet Callichroma och familjen långhorningar.
Artens utbredningsområde är Panama. Inga underarter finns listade.